# Campo de hielo Isla Santa Inés
El campo de hielo Santa Inés es una gran extensión de hielos que cubre el centro de la isla Santa Inés en la Región de Magallanes y de la Antártica Chilena.

## Ubicación
La isla Santa Inés está ubicada frente a la península Brunswick y a la península Córdoba de la isla Riesco y juntas forman la salida occidental del estrecho de Magallanes.
Es un área de difícil acceso y rigurosas condiciones climáticas, lo que ha dificultado su estudio en terreno.
| | [[File:53°S-MP0001278.pdf\|500px\|alt={{{Alt\|]]                                                                                      |
| Campos de hielo en Patagonia Sur y Tierra del Fuego. En la parte argentina al sur del paralelo 52°S existen glaciares, pero no campos de hielo. | La isla Santa Inés, en una sección de un mapa del Instituto Geográfico Militar de Chile publicado en 1954 con una escala de 1:250000. |

## Hidrografía
Está formado por 24 glaciares que cubren un área de aproximadamente 168 km². Los glaciares son denominados I-XI, glaciar Helado, glaciar Sarmiento de Gamboa, XIV, XV, glaciar Hooke (o glaciar Alejandro), glaciar Nati, glaciar Beatriz, XIX, XX, glaciar Snooring, XXII-XXIV.